# I've Just Begun (Having My Fun)
"I've Just Begun (Having My Fun)" é uma canção gravada pela cantora estadunidense Britney Spears para o seu primeiro álbum de compilação, Greatest Hits: My Prerogative (2004). Composta pela própria em colaboração com Michelle Bell, Christian Karlsson, Pontus Winnberg e Henrik Jonback, foi originalmente gravada para ser inclusa no alinhamento de faixas do disco In the Zone (2003), tendo sido posteriormente lançada individualmente em formato digital em 17 de agosto de 2004, precedendo assim o lançamento de Greatest Hits: My Prerogative. Musicalmente, é um tema com sonoridade electro-funk cuja instrumentação foi comparada à da canção "Hella Good" (2002), de autoria da banda No Doubt, bem como a variados trabalhos de bandas estadunidenses de música funk lançados ao longo da década de 1970. Liricamente, a canção fala sobre passar bons momentos em uma festa. "I've Just Begun (Having My Fun)" foi recebida com opiniões divergentes pelos críticos especialistas em música contemporânea, com alguns afirmando que ela era uma das melhores faixas do álbum, enquanto outros criticaram o seu conteúdo lírico. Em 2011, a canção foi inclusa na trilha sonora do filme Bridesmaids.

## Antecedentes e lançamento
"I've Just Begun (Having My Fun)" foi originalmente gravada para o quarto álbum de estúdio de Spears, In the Zone (2003). O tema foi composto por Spears, Michelle Bell, Christian Karlsson, Pontus Winnberg, Henrik Jonback, e produzido pelos dois penúltimos. A canção foi incluída pela primeira vez como uma faixa bônus na versão européia do DVD In the Zone. Nos Estados Unidos, a faixa foi lançada gratuitamente para download na edição de In the Zone vendida na loja Wal-Mart devido a um acordo exclusivo entre esta e a Sony Connect. Quando o acordo terminou em meados de 2004, a Jive Records decidiu lançá-la na iTunes Store em 17 de agosto do mesmo ano. "I've Just Begun (Having My Fun)" atingiu a posição de número 7 na parada do iTunes, enquanto a sua aparição não havia ainda sido confirmada no alinhamento final de Greatest Hits: My Prerogative. Em 2011, a canção foi inclusa na trilha sonora do filme Bridesmaids.

## Estrutura musical e conteúdo
|                                                    | "I've Just Begun (Having My Fun)" Uma amostra de 20 segundos do refrão da canção, com Spears cantando por cima de uma batida electro-funk. |
| Problemas para escutar este arquivo? Veja a ajuda. | |

Musicalmente, "I've Just Begun (Having My Fun)" é uma canção electro-funk. De acordo com a partitura publicada pela Universal Music Publishing Group no website Musicnotes.com, foi composta na tonalidade de Sol menor e tem uma dança que se desenvolve no metrônomo de 108 batimentos por minuto.. Tem uma batida dançante, na qual tem sido comparado, pela Jennifer Vineyard da MTV e pelo Stephen Thomas Erlewine do Allmusic, com o single de 2002 da banda No Doubt "Hella Good". Os vocais de Spears variam do tom elevado de G3 para o tom baixo de Eb5 A faixa apresenta, principalmente guitarra e baixo, juntamente com instrumento de cordas e sintetizadores da década de 1970 rememorativo à Zapp e The Gap Band. Suas letras referem-se a uma simulação em que Spears descreve um encontro com um homem em uma festa. Durante a canção, ela declara que prefere se divertir, em vez de se ligar em algo sério.

## Recepção
Stephen Thomas Erlewine do Allmusic disse, "o In the Zone ao tê-la [...] melhoraria a maioria das músicas que foram destaque no álbum". Annabel Leathes da BBC Online comentou que juntamente com "Do Somethin'", são "[duas] robustas, faixas inéditas [que] sugerem, no entanto, que ela ainda pode estar produzindo alguns No.1, antes de tirar um tempo para cantar canções de ninar para seus filhos." Ann Powers da Blender disse que a canção é "instantaneamente esquecível e biograficamente incorrecto". Louis Pattison do New Musical Express declarou que as letras "são estranhamente como um desejo de Britney querer constituir sua família". Na semana de 4 de setembro de 2004, "I've Just Begun (Having My Fun)" estreou na posição número vinte e três na Hot Digital Tracks da Billboard, atingindo um pico de número quarenta e um na semana seguinte.

## Créditos
A seguir, pessoas que contribuíram para "I've Just Begun (Having My Fun)":
- Compositores – Britney Spears, Michelle Bell, Christian Karlsson, Pontus Winnberg, Henrik Jonback
- Produção – Bloodshy & Avant, Steven Lunt
- Vocais – Britney Spears